# Greip (astronomia)
Greip è un satellite naturale minore del pianeta Saturno.

## Storia
La scoperta di Greip è stata annunciata da Scott Sheppard, David Jewitt, Jan Kleyna, Brian Marsden il 26 giugno 2006, in base ad osservazioni effettuate tra il 5 gennaio e il 1º maggio dello stesso anno.
L'Unione Astronomica Internazionale ha battezzato il satellite con il suo nome attuale nel settembre 2007, in onore di Greip, una gigantessa della mitologia norrena. L'oggetto era precedentemente noto mediante la designazione provvisoria S/2006 S 4.

## Dati fisici
Greip presenta un diametro di circa 6 km ed orbita attorno a Saturno ad una distanza media di 18 066 000 km in 906,556 giorni.